# NGC 7566
NGC 7566 (другие обозначения — PGC 70901, MCG -1-59-10) — спиральная галактика (Sa) в созвездии Рыбы.
Этот объект входит в число перечисленных в оригинальной редакции «Нового общего каталога».